# Carla Cipriani
Carla Cipriani (Verona, 30 marzo 1930 – Merano, 9 agosto 2006) è stata una sceneggiatrice e segretaria di edizione italiana, moglie del regista Tinto Brass. Per questo motivo era nota anche col soprannome di Tinta.

## Biografia
Oltre che moglie di Tinto Brass, Carla Cipriani era la figlia di Giuseppe Cipriani, famoso ristoratore veneziano, fondatore e proprietario dell'Harry's Bar.
Conobbe Tinto Brass nell'adolescenza. Si sposarono a Venezia nel 1957. Col regista veneziano Carla condivise anche le sorti artistiche già dagli inizi della carriera, da quando cioè Tinto Brass era partito per Parigi lavorando per alcuni anni nella fototeca della Cinémathèque française. In quegli anni la coppia frequentò registi, attori e fotografi come Henri Cartier-Bresson, Jean Renoir, Roberto Rossellini.
Carla fu una stretta collaboratrice del marito nella realizzazione dei film, lavorando sia come co-sceneggiatrice sia come segretaria di edizione, svolgendo anche altri compiti legati alla produzione. Brass sostiene che dietro i suoi più grandi successi ci sia il lavoro di Carla Cipriani, e che la vera mente e fonte d'ispirazione di tutti i suoi film fosse proprio lei. Helen Mirren, che ha recitato nel film di Brass Caligola, ha definito il ruolo di Cipriani analogo a quello avuto da Alma Reville per Alfred Hitchcock.

## Filmografia

### Sceneggiature
- Monella, regia di Tinto Brass (1997)
- Tra(sgre)dire, regia di Tinto Brass (1999)
- Fallo!, regia di Tinto Brass (2003)
- Monamour, regia di Tinto Brass (2005)

### Soggetti
- Miranda, regia di Tinto Brass (1985)

### Scenografie
- La vacanza, regia di Tinto Brass (1971)